# Strumaria aestivalis
Strumaria aestivalis är en amaryllisväxtart som beskrevs av Deirdré Anne Snijman. Strumaria aestivalis ingår i släktet Strumaria och familjen amaryllisväxter. Inga underarter finns listade i Catalogue of Life.